# Agdistis
Agdistis är ett släkte av fjärilar. Agdistis ingår i familjen fjädermott.

## Dottertaxa tillAgdistis, i alfabetisk ordning[1]
- Agdistis aberdareana
- Agdistis adactyla
- Agdistis adenensis
- Agdistis americana
- Agdistis arabica
- Agdistis asthenes
- Agdistis bagiadiensis
- Agdistis bahrlutia
- Agdistis balchashensis
- Agdistis bellissima
- Agdistis bennetii
- Agdistis betica
- Agdistis bifurcatus
- Agdistis bigoti
- Agdistis canariensis
- Agdistis caradjai
- Agdistis cathae
- Agdistis chardzhouna
- Agdistis clara
- Agdistis clivicola
- Agdistis cretifera
- Agdistis criocephala
- Agdistis cypriota
- Agdistis dagestanica
- Agdistis debilie
- Agdistis delicatulella
- Agdistis delphinensella
- Agdistis dentalis
- Agdistis desertorum
- Agdistis detruncatum
- Agdistis dimetra
- Agdistis espunae
- Agdistis excurata
- Agdistis facetus
- Agdistis falkovitshi
- Agdistis fiorii
- Agdistis flavissima
- Agdistis frankeniae
- Agdistis gerasimovi
- Agdistis gigas
- Agdistis gittia
- Agdistis glaseri
- Agdistis grisea
- Agdistis grisealineata
- Agdistis griseatypica
- Agdistis hakimah
- Agdistis halodelta
- Agdistis hartigi
- Agdistis heydenii
- Agdistis hungarica
- Agdistis hübneri
- Agdistis infumata
- Agdistis ingens
- Agdistis insidiatrix
- Agdistis intermedia
- Agdistis karabachica
- Agdistis karakalensis
- Agdistis kenyana
- Agdistis korana
- Agdistis lerinensis
- Agdistis lippensi
- Agdistis lomholdti
- Agdistis lutescens
- Agdistis maghrebi
- Agdistis malitiosa
- Agdistis malleana
- Agdistis manicata
- Agdistis melitensis
- Agdistis meridionalis
- Agdistis mevlaniella
- Agdistis minima
- Agdistis mugabica
- Agdistis namibiana
- Agdistis nanodes
- Agdistis nanus
- Agdistis neglecta
- Agdistis nigra
- Agdistis obstinata
- Agdistis ochrea
- Agdistis ochrealineata
- Agdistis olei
- Agdistis pala
- Agdistis paralia
- Agdistis parvella
- Agdistis picardi
- Agdistis piccolo
- Agdistis pinkeri
- Agdistis portlandica
- Agdistis prolai
- Agdistis protai
- Agdistis protecta
- Agdistis pseudocanariensis
- Agdistis pseudomevlaniella
- Agdistis pseudosatanus
- Agdistis pustulalis
- Agdistis pygmaea
- Agdistis reciprocans
- Agdistis rjabovi
- Agdistis rubasiensis
- Agdistis rupestris
- Agdistis salsolae
- Agdistis sanctaehelenae
- Agdistis satanas
- Agdistis sindicola
- Agdistis sissia
- Agdistis sphinx
- Agdistis spinosa
- Agdistis staticis
- Agdistis symmetrica
- Agdistis takamukui
- Agdistis tamaricis
- Agdistis tenera
- Agdistis tihamae
- Agdistis tondeuri
- Agdistis tunesiella
- Agdistis turkestanica
- Agdistis tyrrhaenica
- Agdistis unguica
- Agdistis yemenica